# Saint-Maime-de-Péreyrol
Saint-Maime-de-Péreyrol är en kommun i departementet Dordogne i regionen Nouvelle-Aquitaine i sydvästra Frankrike. Kommunen ligger i kantonen Vergt som tillhör arrondissementet Périgueux. År 2022 hade Saint-Maime-de-Péreyrol 287 invånare.

## Befolkningsutveckling
Antalet invånare i kommunen Saint-Maime-de-Péreyrol
Referens:INSEE